# Néant-sur-Yvel

Néant-sur-Yvel este o comună în departamentul Morbihan, Franța. În 1 ianuarie 2022 avea o populație de 1.070 de locuitori.